# Villeloup
Villeloup é uma comuna francesa na região administrativa de Grande Leste, no departamento de Aube. Estende-se por uma área de 16,31 km². Em 2010 a comuna tinha 127 habitantes (densidade: 7,8 hab./km²).